# Fairview (Illinois)
Fairview è un villaggio degli Stati Uniti d'America, situato nello Stato dell'Illinois, nella contea di Fulton.